# Wilkowo (województwo lubuskie)
Wilkowo (niem. Wilkau, Wilkowo Świebodzińskie) – wieś w Polsce, położona w województwie lubuskim, w powiecie świebodzińskim, w gminie Świebodzin, nad jeziorem Wilkowskim oraz przy trasach drogi krajowej nr 92 i linii kolejowej Poznań – Słubice. Wieś jest siedzibą sołectwa Wilkowo, w którego skład wchodzą również osady Krzemionka i Podjezierze. 
W latach 1945–54 siedziba gminy Wilkowo. W latach 1975–1998 miejscowość należała administracyjnie do województwa zielonogórskiego.

## Integralne części wsi
| SIMC    | Nazwa       | Rodzaj      |
| ------- | ----------- | ----------- |
| 0915248 | Krzemionka  | osada       |
| 0915254 | Podjezierze | osada leśna |

## Zabytki
Do wojewódzkiego rejestru zabytków wpisane są:
- dawny kościół ewangelicki, obecnie rzymskokatolicki parafialny pod wezwaniem Narodzenia Najświętszej Maryi Panny, neogotycki z 1908 roku; od 15 sierpnia 2006 Wilkowo jest siedzibą parafii
  - cmentarz kościelny, z XIV wieku
  - ogrodzenie, murowano-metalowe, z początku XX wieku
- pałac, z 1550 roku, przebudowany w połowie XVIII wieku i w XIX wieku.